# Didaphne sitia
Didaphne sitia là một loài bướm đêm thuộc phân họ Arctiinae, họ Erebidae.